# Kanan Jarrus
Kanan Jarrus (nacido Caleb Dume) es un personaje ficticio en la franquicia de Star Wars, con la voz de Freddie Prinze Jr. Aparece como uno de los personajes principales de la serie animada Star Wars Rebels (2014-2018) y trabajos relacionados. Su espíritu de la Fuerza también aparece como una voz incorpórea en la película El ascenso de Skywalker (2019), mientras que un joven Caleb Dume hace apariciones en la séptima temporada de Star Wars: The Clone Wars (2020), Star Wars: The Bad Batch (2021), Tales of the Jedi (2022) y en Ahsoka (2023) aparece en una foto dentro del espectro de Hera Syndulla.
En el universo de Star Wars, Kanan es un pádawan que sobrevivió a la Gran Purga Jedi después de que su maestra, Depa Billaba, se sacrificara para salvarlo a él. A partir de ese momento, Kanan vivió la mayor parte de su vida huyendo y escondiéndose del Imperio Galáctico, antes de finalmente conocer a Hera Syndulla y unirse a la tripulación Ghost como su líder de facto. Aunque inicialmente mantiene sus habilidades de La Fuerza a escondidas de sus camaradas, vuelve a adoptar su papel de Jedi después de conocer a Ezra Bridger, a quien comienza a entrenar en las artes Jedi, al mismo tiempo que intenta completar su propio entrenamiento y convertirse en un Caballero Jedi. Más tarde, Kanan y su equipo se unen a la Alianza Rebelde para ayudarlos en su lucha contra el Imperio. Si bien Kanan finalmente se sacrifica para salvar a sus amigos, su legado perdura a través de sus recuerdos de él, así como de su hijo y el de Hera, Jacen Syndulla.

## Creación y desarrollo

### Concepto
El productor ejecutivo Dave Filoni describe al personaje como un "jedi vaquero". El supervisor de animación Keith Kellogg dijo: "Él es un Jedi, pero no es un Jedi en el sentido tradicional que hemos tenido antes en el programa. Es un poco más tosco. Ha mantenido su sable de luz bajo llave, así que no lo ha usado en mucho tiempo". Después de ser cegado, Kanan ha sido comparado con el personaje de Star Wars Legends Rahm Kota de Star Wars: The Force Unleashed, otro Jedi ciego, lo que llevó a Pablo Hidalgo del grupo de historia de Lucasfilm a decir en Twitter que ambos personajes estaban inspirados en Zatoichi. Filoni comparó a Kanan con Gandalf de El Señor de los Anillos. El nombre del personaje se inspiró en un camino en Malibu, California llamado "Kanan Dume Road".
Antes de la audición, Prinze no sabía que estaba a punto de hacer una audición para una serie de Star Wars; solo se enteró de esto inmediatamente antes en el estudio estacionamiento, cuando un "actor de voz legendario" desconocido le informó para qué estaba audicionando. Aunque Disney originalmente no quería a Prinze en el papel, Filoni no estuvo de acuerdo. Prinze fue contratado oficialmente más tarde ese día.
Durante el desarrollo de la segunda temporada, el personaje estaba originalmente programado para ser asesinado por Maul en el episodio "Twilight of the Apprentice". Sin embargo, Disney se opuso a la idea, ya que pensaron que el personaje debería estar en "todos los episodios" de la serie. Con respecto a la eventual muerte del personaje en el episodio "Jedi Night" de la cuarta temporada de Star Wars Rebels, Filoni sintió que este era un final natural para Kanan prometiendo que volvería a ver a Hera antes de ser cegado y dijo: "En ese momento él no está atado como algo material a lo físico de la vista sería una limitación para él". Mientras dibujaba guiones gráficos para la muerte de Kanan, Filoni se mostró reacio a matar al personaje, pero Prinze, quien "estaba decidido al hecho de que su personaje necesitaba morir" desde el comienzo de la serie, lo animó a escribir la escena.

### Actuación de voz
Kanan tiene la voz de Freddie Prinze Jr. en Star Wars Rebels, Star Wars: Episodio IX - El ascenso de Skywalker y el episodio "Aftermath" de Star Wars: The Bad Batch, y por Michael Benyaer en la microserie Lego Star Wars: Droid Tales.

## Apariciones

### Serie animada

#### Rebels
Kanan aparece por primera vez en un cortometraje lanzado antes de la serie, "The Machine in the Ghost", y su voz se escucha en otro, "Entanglement". En el estreno de la serie de dos partes "Spark of Rebellion", se presenta a Kanan como el líder de facto de la tripulación del Ghost, una nave estelar rebelde, que en su mayoría operan por su cuenta y tratan de sobrevivir. Aunque nunca terminó su propio entrenamiento Jedi, Kanan ve un gran potencial en el joven Ezra Bridger de Lothal, y decide entrenarlo como su propio Padawan. En el final de la temporada 1 "Fire Across the Galaxy", Kanan, quien fue capturado por el Imperio, es rescatado por Ezra. Kanan luego pelea y derrota al Gran Inquisidor, antes de que él y el resto de la tripulación de "Ghost" sean invitados a la Alianza Rebelde, ahora que el Imperio se ha dado cuenta de la amenaza. ellos representan. En "The Siege of Lothal", el estreno en dos partes de la temporada 2, Kanan sobrevive a un encuentro con Darth Vader, mientras que en "The Lost Commanders", al principio le resulta difícil confiar en el soldado clon Capitán Rex, porque los clones habían asesinado a su maestro, Depa Bilaba, así como a la mayoría de los demás Jedi, en obediencia a la Orden 66. En "Shroud of Darkness", Kanan es ascendido al rango de Caballero Jedi luego de una serie de aventuras en el Templo Jedi en Lothal. En "Twilight of the Apprentice", el final de dos partes de la temporada 2, Kanan viaja con Ezra, Ahsoka Tano y el droide astromecánico Chopper al mundo Sith de Malachor con la esperanza de encontrar el conocimiento que necesitan para derrotar a los Sith. Allí, se encuentran con el antiguo Lord Sith Maul, haciéndose pasar por un frágil ermitaño, que se ha quedado varado en el planeta durante años. Aunque aparentemente amigable al principio, mientras ayuda a los tres Jedi a derrotar a un trío de Inquisidores imperiales, Maul finalmente los traiciona y escapa después de cegar a Kanan con su sable de luz.
En la temporada 3, una criatura sensible a la Fuerza llamada Bendu guía a Kanan en los caminos de la visión de la Fuerza. Kanan todavía participa en misiones Rebeldes, con su dominio de la Fuerza compensando su ceguera, pero asume un papel menos activo en el liderazgo. En el episodio de dos partes "Ghosts of Geonosis", Kanan conoce a Saw Gerrera, el líder de un grupo rebelde independiente, muy parecido a la tripulación Ghost antes de unirse a la Alianza Rebelde. En "Trials of the Darksaber", Kanan entrena a Sabine Wren en combate con sables de luz. La temporada 4 retrata a Kanan y Hera en una relación, y en algún momento conciben un hijo juntos. Sin embargo, Kanan sacrifica su vida en el episodio "Jedi Night" mientras rescata a Hera del cautiverio imperial para engañar a las fuerzas enemigas para que disparen reservas de combustible para la flota de defensa TIE en la que se encontraban, usando la Fuerza para obtener el resto de los espectros se pusieron a salvo y recuperaron la vista mientras el combustible explotaba. La destrucción del combustible frustra el plan del Gran Almirante Thrawn de producir en masa los TIE defensores y diezmar fácilmente las flotas rebeldes, lo que finalmente lo lleva a su caída.
A pesar de su muerte, Kanan hace apariciones menores en la mayoría de los episodios restantes. En "Wolves and A Door", mientras pasan por el hipertúnel en Loth-lobos, los Espectros restantes ven varias ilusiones de Kanan y escuchan su voz, como muchos otros, como el Gran Inquisidor, Hera, Ezra, Ahsoka y Zeb Orrelios. Aparece más tarde en el mismo episodio en la imaginación de Hera. Ella lo imagina como un fantasma de la Fuerza que la consuela. En el siguiente episodio, "A World Between Worlds", Ezra y Ahsoka escuchan la voz de Kanan en la dimensión del Mundo entre mundos varias veces, hasta que finalmente aparece a través de un portal, el cual resulta estar situado en el momento climax de su muerte hace dos días en el planeta Lothal, en los tanques de reserva de combustible imperiales. Ezra trata de salvarlo y va al portal que representa los momentos finales de Kanan, pero Ahsoka le pide a Ezra que por favor lo piense muy bien ya que salvar a Kanan tendría consecuencias negativas, diciéndole que tenía la intención de sacrificarse e interferir con eso permitiría que la explosión de combustible que causó, borraría de la existencia a Ezra y a la mayoría de los Espectros a través de una peligrosa paradoja de tiempo y que ella tampoco puede salvar la vida de su maestro Anakin Skywalker y de su inevitable conversión al Lado Oscuro como Darth Vader. Aunque reacio a hacerlo, Ezra finalmente recapacita y decide aceptar dejar ir a Kanan y continúe con su sacrificio. El final del final de la serie "Family Reunion and Farewell", ambientado después de la Batalla de Endor, muestra tanto a Kanan como al joven hijo de Hera, Jacen Syndulla, y un mural en Lothal pintado por Sabine, que representa a la tripulación Ghost, incluido Kanan.

#### Forces of Destiny
Ezra menciona brevemente a Kanan en el episodio "A Disarming Lesson".

#### The Clone Wars
Un joven Caleb Dume hace un cameo en el episodio "Old Friends Not Forgotten" de la última temporada de The Clone Wars, en el que se le muestra como un holograma junto a su maestra, Depa Billaba, durante una reunión con otros Jedi.

#### The Bad Batch
Un joven Caleb aparece junto a Depa Billaba en el episodio de estreno de The Bad Batch, "Aftermath", con Prinze retomando su papel. Mientras está en una misión con el Bad Batch en Kaller, la Orden 66 se activa y Caleb es testigo de cómo los soldados clones regulares matan a su maestra Billaba, quien le ordena que huya de ahí. Se defiende del miembro del Bad Batch Crosshair antes de que Hunter, el líder de Bad Batch, deja que el joven padawan se escape.

#### Tales of the Jedi
Un joven Caleb hace un cameo sin hablar junto a Depa Billaba en el episodio "La práctica hace la perfección" de Tales of the Jedi. Se les ve viendo el entrenamiento de Ahsoka en el Templo Jedi y luego se les ve caminando junto a Anakin y Ahsoka.

### Película

#### El ascenso de Skywalker
Kanan se escucha en The Rise of Skywalker como uno de los espíritus Jedi que alientan a la joven Rey a derrotar a Darth Sidious. Él le dice a Rey que "en el corazón de un Jedi se encuentra su fuerza".

### Novela
El 2 de septiembre de 2014, Del Rey Books publicó Star Wars: A New Dawn, una novela precuela que cuenta la historia de cómo se conocieron Kanan y Hera.